# SSIM
Strukturní index podobnosti (SSIM) je jednou z nejpoužívanějších metod pro hodnocení kvality obrazu, neboť lépe odráží lidské vizuální vnímání než tradiční algoritmy založené na měření rozdílu mezi pixely. SSIM byl představen jako prostředek, který bere v úvahu strukturální informace, čímž simuluje schopnost lidského zraku vnímat podobnosti mezi obrazy. Tato metoda je obzvláště užitečná v oblastech, kde se kvalita obrazů výrazně liší a je třeba kvantitativně hodnotit, jak jsou si dva obrazy podobné, například v kompresi obrazu, přenosu dat a lékařské obrazové analýze.

## Výpočet SSIM
SSIM je matematicky definován vztahem
{\displaystyle SSIM(x,y)={\frac {(2\mu _{x}\mu _{y}+C_{1})(2\sigma _{xy}+C_{2})}{(\mu _{x}^{2}+\mu _{y}^{2}+C_{1})(\sigma _{x}^{2}+\sigma _{y}^{2}+C_{2})}}},
kde
- {\displaystyle \mu _{x},\mu _{y}} představují průměrné hodnoty jasových složek porovnávaných obrazů x a y,[5]
- {\displaystyle \sigma _{x}^{2},\sigma _{y}^{2}} jsou rozptyly jasových složek, které charakterizují kontrast obrazů,
- {\displaystyle \sigma _{xy}} představuje kovarianci mezi jasovými složkami, což odráží podobnost struktury a
- konstanty {\displaystyle C_{1},C_{2}} slouží k zajištění stability výpočtu, zvláště když hodnoty jasu dosahují velmi nízkých hodnot.

## Výpočet SSIM v praxi
SSIM dosahuje hodnot od −1 do +1, přičemž hodnota 1 odpovídá úplné shodě mezi dvěma obrazy. Hodnota 0 znamená, že si obrazy podobné nejsou. V praxi se s hodnotami menšími než 0 většinou nesetkáme. Jsou spíše teoretické, hodnota −1 by znamenala, že jsou obrazy přesně opačné. Je-li hodnota alespoň 0,95, obrazy považujeme za velmi podobné.

## MS-SSIM
Jedno z vylepšeních SSIM je MS-SSIM (vícestupňový strukturální index podobnosti). Rozdíl mezi nimi se dá přirovnat k rozdílu mezi koukáním na obraz zblízka a z více úhlů a vzdáleností. SSIM hodnotí podobu obrazů pixel po pixelu.
Ale MS-SSIM se dá přirovnat ke zkoumání obrazů z různých vzdáleností a úhlů. MS-SSIM hodnotí obrazy z různých úrovní detailu. Díky tomu lépe simuluje lidský zrak a je přesnější. Můžeme ho využít, pokud chceme přesnější analýzu nebo je jeden z obrazů ve výrazně horší kvalitě.

## Využití SSIM
SSIM má spoustu způsobů využití, mezi nejvýznamnější patří:
- Kompresní algoritmy – SSIM se používá pro hodnocení kvality komprese obrazu, kde umožňuje kvantifikovat ztráty kvality. Umožňuje tak nastavit parametry komprese tak, aby bylo dosaženo optimálního kompromisu mezi velikostí souboru a vizuální kvalitou.
- Kvalita přenosu dat – Při přenosu obrazů přes internet či jiné kanály je často důležité hodnotit, jaký dopad má přenos na kvalitu obrazu. SSIM pomáhá měřit degradační efekty, které mohou nastat během přenosu obrazu.
- Lékařská obrazová analýza – Ve zdravotnictví je SSIM využíván k hodnocení rozdílů mezi lékařskými snímky, což umožňuje sledovat změny v čase, například v diagnostice pomocí rentgenových či magnetických rezonancí.
- Výzkum a vývoj obrazových technologií – SSIM slouží jako standardní metoda v mnoha studiích zaměřených na vývoj nových algoritmů pro analýzu obrazu.

Nejčastěji se používá ve videu, někdy ale i v rámci fotografií. 

## Vylepšení SSIM
Ve studii, kterou vedl vědec Illya Bakurov, se zaměřili na to, jak SSIM ještě vylepšit a více přiblížit k lidskému vnímání obrazu.
Autoři využili evoluční algoritmy, tedy metody inspirované přírodou. Pro zjištění, jaké nastavení SSIM je nejlepší, používali například chování ptáků nebo ryb.
Po změně nastavení parametrů zjistili, že SSIM funguje o 8 % lépe. Také jejich pokročilejší verze SSIM, nazývaná MS-SSIM, se zlepšila o 3 %.

## Omezení SSIM
Přestože je SSIM široce používán, má svá omezení. Předpokládá, že lidské vnímání je rovnoměrné v celé oblasti obrazu, což nemusí vždy platit, protože lidský zrak je citlivější na změny kontrastu v některých oblastech více než v jiných. Také ignoruje barvu, což může být nevýhodou v případech, kdy hraje barva klíčovou roli. Vývojáři proto pracují na vylepšených verzích SSIM.

## Závěr
SSIM je zásadním nástrojem v oblasti hodnocení kvality obrazu. Vzhledem k tomu, že bere v úvahu strukturální aspekty obrazu, představuje SSIM významný pokrok ve srovnání s tradičními metodami, jako je PSNR. Přestože má svá omezení, jeho užitečnost v oblasti komprese, přenosu dat a lékařské analýzy obrazu z něj činí nepostradatelný nástroj v obrazové vědě a inženýrství.